# Diário de uma Criada de Quarto
Diário de uma criada de quarto – em francês Le Journal d'une femme de chambre – é um romance do jornalista, panfletário, crítico de arte, romancista e autor dramático francês Octave Mirbeau, publicado em 1900, durante o Caso Dreyfus. 

## Comentários
Mirbeau estigmatiza a escravidão dos tempos modernos, a domesticidade, e exibe os segredos repugnantes da burguesia. Antes de Jean-Paul Sartre, ele suscita angústia existencial e náusea.

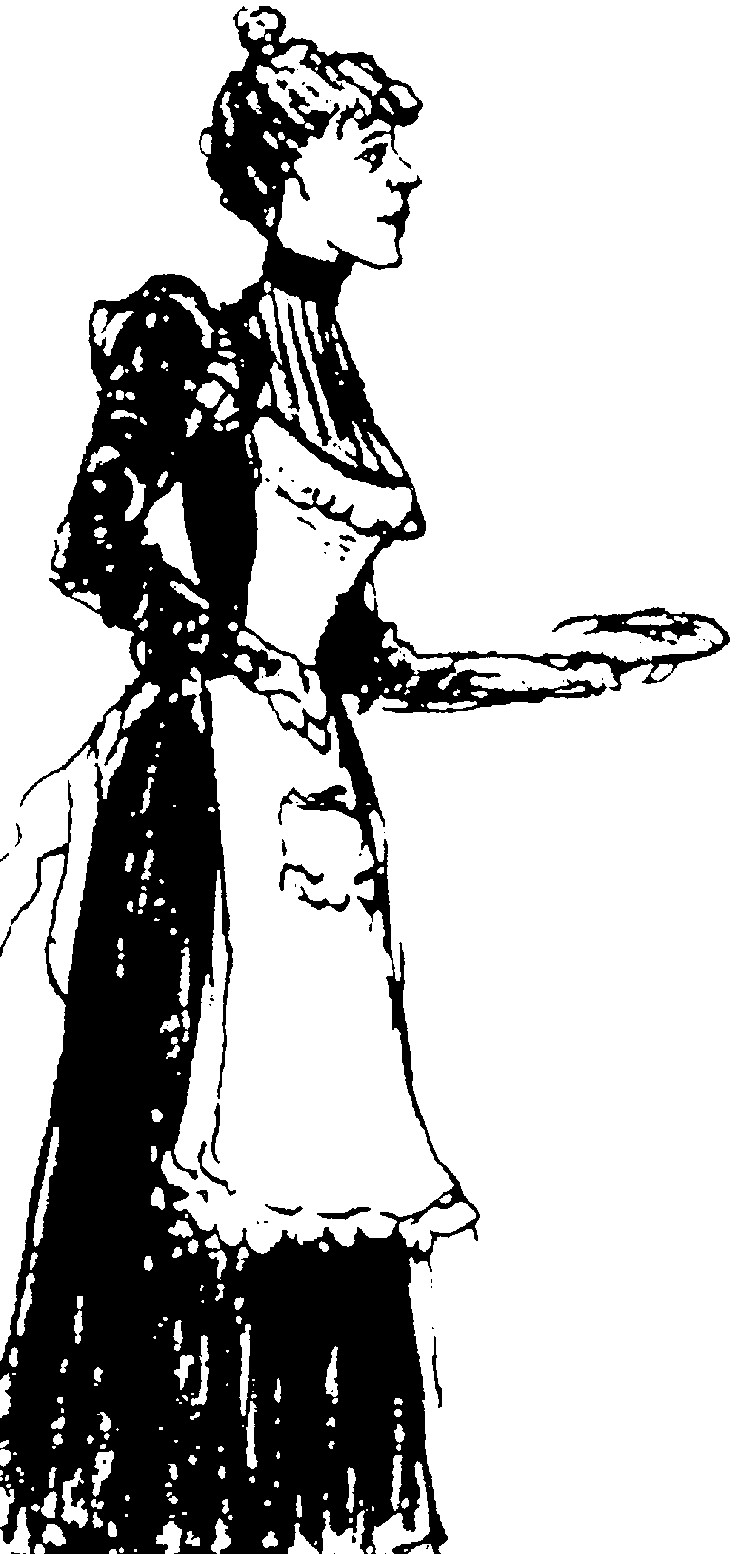
Octave Mirbeau, a criada de quarto Célestine, 1900

Retrato fiel da época, este romance conta a história de Celestina, criada de quarto atraente e autora muito lúcida do diário, e confronta duas classes que se odeiam e desprezam mutuamente: a burguesia corrupta e a criadagem explorada, cuja condição humana sempre se nega.

## Adaptações cinematográficas
- Дневник горничной (Mikhail Martov, Rússia, 1916).
- Diary of a Chambermaid (Jean Renoir, Estados Unidos, 1946).
- Le journal d'une femme de chambre (Luis Buñuel, França, 1964).
- Journal d'une femme de chambre (Benoît Jacquot, França, 2015).

## Citações
- "Hoje, 14 de Setembro, às três da tarde, por um tempo ameno, cinzento e chuvoso, dei entrada no meu novo emprego. Em dois anos, é já o décimo segundo. Já não falo dos que tive nos anos anteriores. Não tinham conto possível. Bem me posso gabar de ter visto por dentro muita casa, muita cara... muita alma imunda..."
- "A adoração do milhão !... É um sentimento baixo, comum não só aos burgueses, mas também à maior parte de nós, os pequenos, os humildes, os que não têm onde cair mortos neste mundo."